# Roccabruna
Roccabruna är en ort och kommun i provinsen Cuneo i regionen Piemonte i Italien. Kommunen hade 1 552 invånare (2018).